# Stefanie Murphy
Pour les articles homonymes, voir Murphy.
Stefanie Murphy, née le 5 avril 1989 à Londonderry (New Hampshire) est une joueuse gréco-américaine professionnelle de basket-ball.

## Biographie
Au lycée, elle est choisie All-State-First Team du New Hampshire. Elle détient plusieurs records historiques de son lycée, au rebond (1249), au contre (289), à la marque (1769). Elle était également une joueuse all-star en volley-ball
Elle est formée au Boston College, où elle s'impose dès son année freshman (Atlantic Coast Conference-Freshman of the Year). Pour son année senior, elle est nommée dans le troisième cinq idéal de la conférence. Elle est la quatrième réalisatrice de l'histoire de Boston College pour les points et la deuxième pour les rebonds.
Elle est engagée pour le camp de pré-saison du Sun du Connecticut, mais n'est pas conservée le 1er juin 2011.
Engagée comme joueuse européenne de par ses origines grecques par l'Union Hainaut Basket pour la saison LFB 2012, elle ne parvient pas à obtenir ce passeport et est donc remplacée par la croate Petra Štampalija. Après une année en Hongrie à Pecs (15,6 points à 60 % et 8 rebonds), elle rejoint finalement ce club l'année suivante. Son contrat est rompu mi-décembre 2012. En janvier 2013, elle rejoint le club slovaque de SBK Samorin 